# 2015 NBA Draft
2015 NBA Draft odbył się 25 czerwca 2015 w Nowym Jorku, w hali Barclays Center. Był transmitowany przez stację ESPN. Z numerem pierwszym przez Minnesota Timberwolves wybrany został Karl-Anthony Towns.

## Draft
| nr | Zawodnik                | Pozycja | Narodowość                    | Drużyna                                                    | College/Drużyna                  |
| -- | ----------------------- | ------- | ----------------------------- | ---------------------------------------------------------- | -------------------------------- |
| 1  | Karl-Anthony Towns      | C       | Dominikana                    | Minnesota Timberwolves                                     | Kentucky                         |
| 2  | D’Angelo Russell        | PG      | Stany Zjednoczone             | Los Angeles Lakers                                         | Ohio State                       |
| 3  | Jahlil Okafor           | C       | Stany Zjednoczone             | Philadelphia 76ers                                         | Duke                             |
| 4  | Kristaps Porziņģis      | PF      | Łotwa                         | New York Knicks                                            | Baloncesta Sevilla (Hiszpania)   |
| 5  | Mario Hezonja           | SG      | Chorwacja                     | Orlando Magic                                              | FC Barcelona Basquet (Hiszpania) |
| 6  | Willie Cauley-Stein     | C       | Stany Zjednoczone             | Sacramento Kings                                           | Kentucky                         |
| 7  | Emmanuel Mudiay         | PG      | Demokratyczna Republika Konga | Denver Nuggets                                             | Guangdog Tigers (Chiny)          |
| 8  | Stanley Johnson         | SF      | Stany Zjednoczone             | Detroit Pistons                                            | Arizona                          |
| 9  | Frank Kaminsky          | PF      | Stany Zjednoczone             | Charlotte Hornets                                          | Wisconsin                        |
| 10 | Justise Winslow         | SG      | Stany Zjednoczone             | Miami Heat                                                 | Duke                             |
| 11 | Myles Turner            | PF      | Stany Zjednoczone             | Indiana Pacers                                             | Texas                            |
| 12 | Trey Lyles              | PF      | Kanada                        | Utah Jazz                                                  | Kentucky                         |
| 13 | Devin Booker            | SG      | Stany Zjednoczone             | Phoenix Suns                                               | Kentucky                         |
| 14 | Cameron Payne           | PG      | Stany Zjednoczone             | Oklahoma City Thunder                                      | Murray State                     |
| 15 | Kelly Oubre             | SG      | Stany Zjednoczone             | Atlanta Hawks (wymieniony do Washington Wizards)           | Kansas                           |
| 16 | Terry Rozier            | PG      | Stany Zjednoczone             | Boston Celtics                                             | Louisville                       |
| 17 | Rashad Vaughn           | SG      | Stany Zjednoczone             | Milwaukee Bucks                                            | UNLV                             |
| 18 | Sam Dekker              | SF      | Stany Zjednoczone             | Houston Rockets                                            | Wisconsin                        |
| 19 | Jerian Grant            | PG      | Stany Zjednoczone             | Washington Wizards (wymieniony do New York Knicks)         | Notre Dame                       |
| 20 | Delon Wright            | PG      | Stany Zjednoczone             | Toronto Raptors                                            | Utah                             |
| 21 | Justin Anderson         | SG      | Stany Zjednoczone             | Dallas Mavericks                                           | Virginia                         |
| 22 | Bobby Portis            | PF      | Stany Zjednoczone             | Chicago Bulls                                              | Arkansas                         |
| 23 | Rondae Hollis-Jefferson | SF      | Stany Zjednoczone             | Portland Trail Blazers (wymieniony do Brooklyn Nets)       | Arizona                          |
| 24 | Tyus Jones              | PG      | Stany Zjednoczone             | Cleveland Cavaliers (wymieniony do Minnesota Timberwolves) | Duke                             |
| 25 | Jarell Martin           | PF      | Stany Zjednoczone             | Memphis Grizzlies                                          | LSU                              |
| 26 | Nikola Milutinov        | C       | Serbia                        | San Antonio Spurs                                          | Partizan (Serbia)                |
| 27 | Larry Nance Jr.         | PF      | Stany Zjednoczone             | Los Angeles Lakers                                         | Wyoming                          |
| 28 | R.J. Hunter             | SG      | Stany Zjednoczone             | Boston Celtics                                             | Georgia State                    |
| 29 | Chris McCullough        | PF      | Stany Zjednoczone             | Brooklyn Nets                                              | Syracuse                         |
| 30 | Kevon Looney            | SF      | Stany Zjednoczone             | Golden State Warriors                                      | UCLA                             |
| 31 | Cedi Osman              | SF      | Turcja                        | Minnesota Timberwolves (wymieniony do Cleveland Cavaliers) | Anadolu Efes (Turcja)            |
| 32 | Montrezl Harrell        | PF      | Stany Zjednoczone             | Houston Rockets                                            | Louisville                       |
| 33 | Jordan Mickey           | PF      | Stany Zjednoczone             | Boston Celtics                                             | LSU                              |
| 34 | Anthony Brown           | SF      | Stany Zjednoczone             | Los Angeles Lakers                                         | Stanford                         |
| 35 | Guillermo Hernangómez   | PF      | Hiszpania                     | Philadelphia 76ers (wymieniony do New York Knicks)         | Baloncesta Sevilla (Hiszpania)   |
| 36 | Rakeem Christmas        | PF      | Stany Zjednoczone             | Minnesota Timberwolves (wymieniony do Cleveland Cavaliers) | Syracuse                         |
| 37 | Richaun Holmes          | PF      | Stany Zjednoczone             | Philadelphia 76ers                                         | Bowling Green                    |
| 38 | Darrun Hilliard         | SG      | Stany Zjednoczone             | Detroit Pistons                                            | Villanova                        |
| 39 | Juan Pablo Vaulet       | SF      | Argentyna                     | Charlotte Hornets (wymieniony do Brooklyn Nets)            | Weber Bahía Estudiantes          |
| 40 | Josh Richardson         | SG      | Stany Zjednoczone             | Miami Heat                                                 | Tennessee                        |
| 41 | Pat Connaughton         | SG      | Stany Zjednoczone             | Brooklyn Nets (wymieniony do Portland Trail Blazers)       | Notre Dame                       |
| 42 | Olivier Hanlan          | SG      | Kanada                        | Utah Jazz                                                  | Boston College                   |
| 43 | Joseph Young            | SG      | Stany Zjednoczone             | Indiana Pacers                                             | Oregon                           |
| 44 | Andrew Harrison         | PG      | Stany Zjednoczone             | Phoenix Suns (wymieniony do Memphis Grizzlies)             | Kentucky                         |
| 45 | Marcus Thornton         | SG      | Stany Zjednoczone             | Boston Celtics                                             | William and Mary                 |
| 46 | Norman Powell           | SG      | Stany Zjednoczone             | Milwaukee Bucks (wymieniony do Toronto Raptors)            | UCLA                             |
| 47 | Arturas Gudaitis        | C       | Litwa                         | Philadelphia 76ers                                         | BC Zalgiris (Litwa)              |
| 48 | Dakari Johnson          | C       | Stany Zjednoczone             | Oklahoma City Thunder                                      | Kentucky                         |
| 49 | Aaron White             | PF      | Stany Zjednoczone             | Washington Wizards                                         | Iowa                             |
| 50 | Marcus Eriksson         | SG      | Szwecja                       | Atlanta Hawks                                              | FC Barcelona (Hiszpania)         |
| 51 | Tyler Harvey            | SG      | Stany Zjednoczone             | Orlando Magic                                              | Eastern Washington               |
| 52 | Satnam Singh            | C       | Indie                         | Dallas Mavericks                                           | IMG Academy                      |
| 53 | Sir'Dominic Pointer     | SG      | Stany Zjednoczone             | Cleveland Cavaliers                                        | St. Johns                        |
| 54 | Daniel Diez             | SG      | Hiszpania                     | Utah Jazz (wymieniony do Portland Trail Blazers)           | Gipuzkoa BC San Sebastián        |
| 55 | Cady Lalanne            | C       | Haiti                         | San Antonio Spurs                                          | Massachusetts                    |
| 56 | Branden Dawson          | SF      | Stany Zjednoczone             | New Orleans Pelicans (wymieniony do Los Angeles Clippers)  | Michigan State                   |
| 57 | Nikola Radicevic        | PG      | Serbia                        | Denver Nuggets                                             | Baloncesta Sevilla (Hiszpania)   |
| 58 | J.P. Tokoto             | SF      | Stany Zjednoczone             | Philadelphia 76ers                                         | North Carolina                   |
| 59 | Dimitrios Agravanis     | PF      | Grecja                        | Atlanta Hawks                                              | Olympiacos (Grecja)              |
| 60 | Luka Mitrovic           | PF      | Serbia                        | Philadelphia 76ers                                         | Mega Crvena Zvezda (Serbia)      |